# Virgen de la leche (Luis de Morales)
La Virgen de la leche (o Virgen con el Niño) es la obra maestra del pintor español Luis de Morales. Es un óleo sobre tabla, pintado hacia el año 1570. Mide 84 cm de alto y 64 cm de ancho. Se exhibe actualmente en el Museo del Prado de Madrid, donde entró gracias al legado de don Pablo Bosch (1915).

## Descripción
El tema representado es muy antiguo, dentro de la iconografía cristiana: la Galactotrofusa (la Virgen María amamantando al Niño Jesús). No obstante, en el caso de esta obra, no se ve directamente el pecho, sino que la madre y el hijo se miran en una de las imágenes más intimistas del siglo XVI. El propósito es claramente religioso, exaltando el sentimiento de amor materno. El tema, muy querido en los tiempos de Contrarreforma y misticismo español, fue tratado en más ocasiones por el pintor. Así, hay una versión que se conserva en el Museo Nacional de Arte Antiga de Lisboa, otra colección particular, en Jaén y aún hay otra Virgen con el Niño (h. 1565-70), en la National Gallery de Londres.
El estilo es manierista. El fondo es plano y oscuro, sin ninguna referencia espacial o temporal. Sobre el mismo resaltan los volúmenes y los colores en claroscuro, destacando las carnaciones: el rostro y manos de la Virgen y en el desnudo del Niño. Los personajes permanecen ajenos al espectador. La madre sostiene a la criatura entre sus brazos y lo mira con dulzura; el niño responde a su mirada y busca con su mano derecha el pecho de la madre, mientras que la mano izquierda le levanta el velo, extremadamente fino y casi imperceptible. 
La Virgen está representada con una belleza perfecta y delicada. El rostro denota influencia de Rafael Sanzio, recibida a través de los manieristas holandeses y alemanes. Se la representa siguiendo un modelo de Madonna escultórica como las de Donatello: rostro ovalado en escorzo, frente alta y ojos bajos.
El color es metálico y frío, propio de la escuela flamenca. Predominan las suaves curvas.